# Дніпровський річковий порт
Дніпровський річковий порт — дочірнє підприємство ПрАТ "Судноплавна компанія «Укррічфлот»", що належить до галузі річкового транспорту. Розташований у місті Дніпро за 393 км від гирла річки Дніпро та спеціалізується на переробці широкого спектра вантажів — зернових, металобрухту, металопрокату, піску, щебеню, польового шпату, пиломатеріалів, обладнання, тарно-штучних вантажів у біг-бегах і на палетах, транспортному обробленні вантажів та допоміжному обслуговуванні водного транспорту. Потужність порту з переробки вантажів складають 10 млн тонн / рік. Кількість працівників — 520 осіб.
Територія порту охоплює два вантажні райони, 13 причалів загальною протяжністю 2250 м.

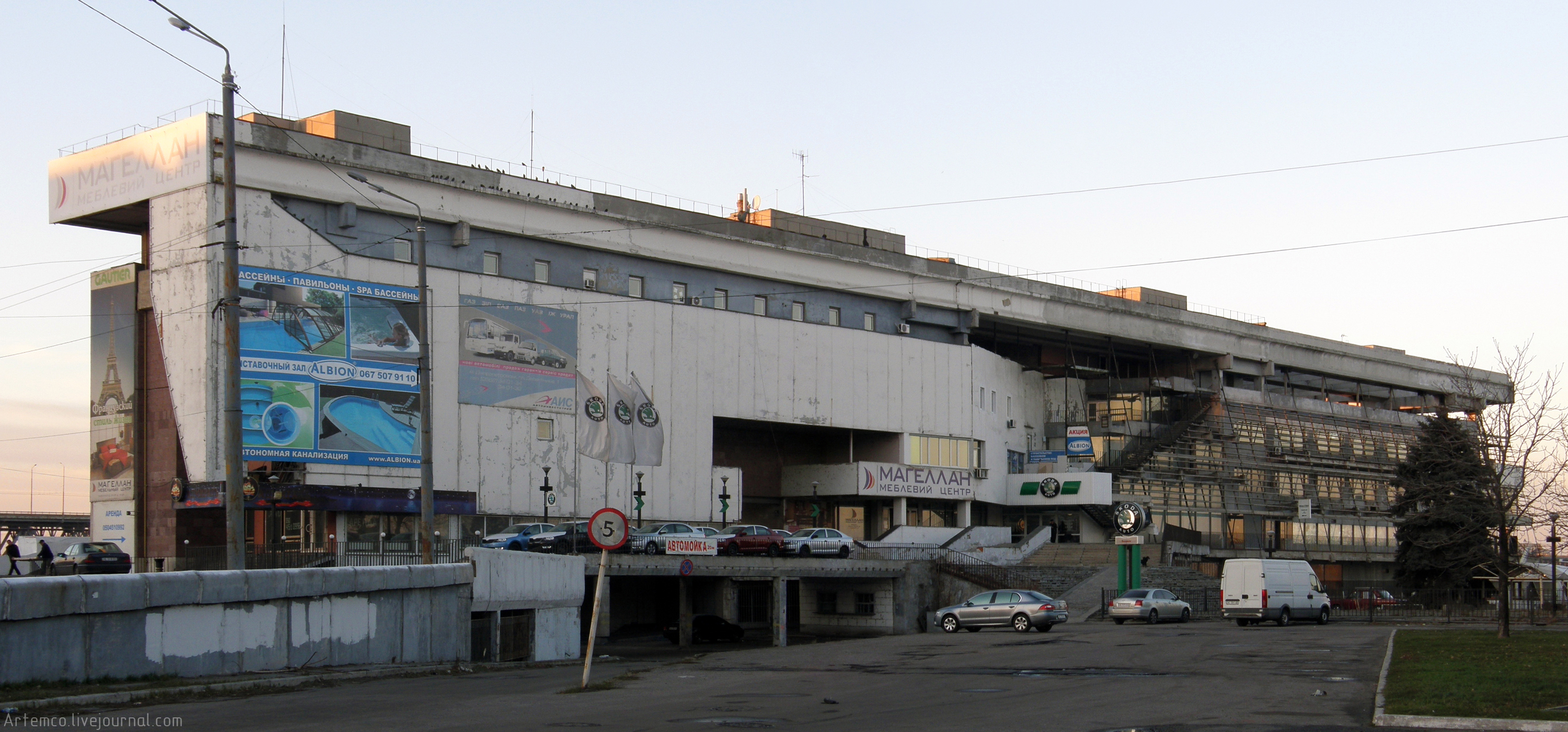
Річковий вокзал

На 1-му причалі району «Амур-Гавань» введений в експлуатацію новий зерновий елеватор ємністю одноразового зберігання 30 тис. т (6 ємностей по 5 тис. т), обладнаний сучасним високотехнологічним устаткуванням. Зерновий елеватор надає послуги з приймання, як із залізничного, так і з автомобільного транспорту, накопичення, зберігання, сушки, очищення, а також відвантаження зернових, олійних і технічних культур.
Для накопичення зернових вантажів обладнані 6 несамохідних суден сумарною вантажомісткістю 7000 т.
Площа критих складів — 2,6 тис. м²; відкритих складських майданчиків — 60 тис. м².

## Історія
Заснований в 1797 році, як «Пристань Новоросійськ» (1802—1926 — Катеринослав), яку використовували для обслуговування пасажирів, перевантаження та перевезення сільськогосподарських продуктів, лісу й солі.
У 1930-х роках порт докорінно реконструйовано. Під час німецької окупації Дніпропетровська порт було зруйновано, але в 1944 році він був практично відновлений.
Від 1993 — ВАТ, від 2004 — дочірнє підприємство Акціонерної судноплавної компанії «Укррічфлот». Нині порт оснащений портальними кранами вантажопідйомністю 10–20 т, авто- й електронавантажувачами, іншою перевантажувальною технікою, має зерновий і контейнерний комплекси. 2000 року вантажооборот складав 1,3 млн т, 2003 — 2,1 млн т, 2006 — 2,4 млн т (1977 — 17,2 млн т).
Завдяки вигідному географічному положенню «Дніпровський річковий порт» повністю забезпечує потреби промисловості регіонів з перевезення та зберігання різноманітних вантажів: металу, зерна, вугілля, піску, гравію, контейнерів тощо; виконує приміське перевезення пасажирів. Є пунктом перевалки зовнішньоторговельних вантажів з країн Придунав'я, басейнів Чорного та Середземного морів.

## Пасажирські перевезення
Порт Дніпропетровськ має 7 пасажирських причалів загальною довжиною 164 м. Приймаються пасажирські судна місткістю до 700 пасажирів.

## Розташування
- 393 км від гирла річки Дніпро.
- Територія: 20,8 га.
- Навігація: березень — листопад.
- Максимальна осадка суден: 3,75 м[2].

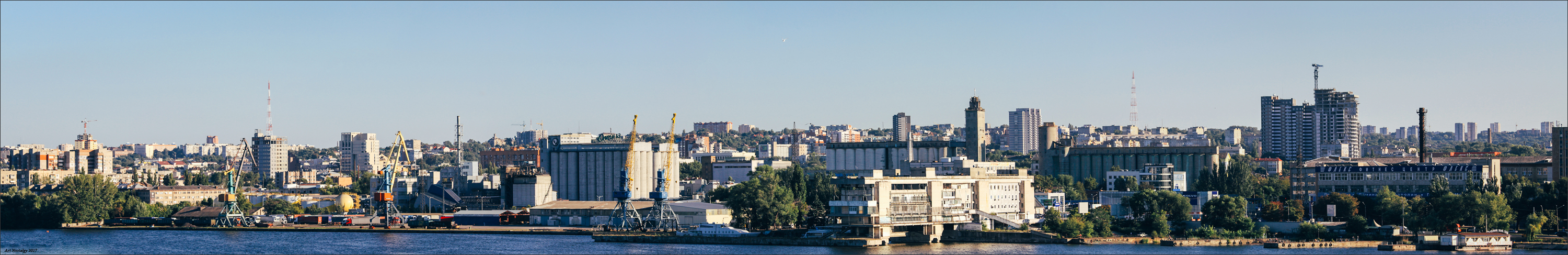
Панорама порту

## Потужності
- пневмоколісні крани вантажопідйомністю 36 т — 2 одиниці;
- плавучі крани для переробки навалювальних вантажів у необладнаних причалів за варіантом «борт — борт» вантажопідйомністю 16 т — 1 одиниця, вантажопідйомністю 5 т — 2 одиниці;
- гідропогрузчікі, призначені для навантаження піску з дна річки, продуктивністю 900 м³/год — 2 одиниці.

## Керівництво
- Начальник — В. Іщенко.